# Championnat d'Irak de football 2004-2005
Navigation
Saison 2002-2003 Saison suivante
La saison 2004-2005 du Championnat d'Irak de football est la trente-et-unième édition de la première division en Irak, la Division 1 League. La compétition rassemble 36 formations et se déroule en plusieurs phases :
- Championnats régionaux : les clubs sont regroupés en quatre poules géographiques et s'affrontent deux fois, les trois premiers se qualifient pour le tour suivant.
- Tour Élite : les douze qualifiés sont à nouveau répartis en quatre poules de trois et disputent deux matchs face à leurs adversaires. Seul le meilleur de chaque groupe poursuit la compétition.
- Phase finale : les quatre meilleurs clubs s'affrontent en matchs à élimination directe (demi-finales et finale). La finale se joue sur un seul match, disputé à Bagdad.

C'est Al Qowa Al Jawia Bagdad qui est sacré champion à l'issue de la saison, après avoir battu Al Mina'a Bassora lors de la finale nationale (2-0). Talaba SC prend la troisième place après avoir disposé d'Al-Zawra'a SC. C'est le cinquième titre de l'histoire du club, le premier depuis huit ans.

## Compétition
Le barème de points servant à établir les classements se décompose ainsi :
- Victoire : 3 points
- Match nul : 1 point
- Défaite : 0 point

### Championnats régionaux
| Rang | Équipe                  | Pts | J  | G | N | P  | Bp | Bc | Diff |
| ---- | ----------------------- | --- | -- | - | - | -- | -- | -- | ---- |
| 1    | Al Qowa Al Jawia Bagdad | 31  | 16 | 8 | 7 | 1  | 18 | 7  | +11  |
| 2    | Dohuk SC                | 29  | 16 | 8 | 5 | 3  | 20 | 9  | +11  |
| 3    | Arbil SC                | 24  | 16 | 6 | 6 | 4  | 24 | 18 | +6   |
| 4    | Zakho FC                | 24  | 16 | 6 | 6 | 4  | 14 | 15 | -1   |
| 5    | Kirkook FC              | 20  | 16 | 5 | 5 | 6  | 13 | 16 | -3   |
| 6    | Sirwan FCP              | 19  | 16 | 4 | 7 | 5  | 19 | 19 | 0    |
| 7    | Pires FC                | 18  | 16 | 4 | 6 | 6  | 15 | 16 | -1   |
| 8    | Sulaymaniyah FC         | 15  | 16 | 3 | 6 | 7  | 12 | 24 | -12  |
| 9    | Mossoul FC              | 10  | 16 | 2 | 4 | 10 | 13 | 24 | -11  |

| Rang | Équipe          | Pts | J  | G | N | P  | Bp | Bc | Diff |
| ---- | --------------- | --- | -- | - | - | -- | -- | -- | ---- |
| 1    | Talaba SC       | 28  | 16 | 8 | 4 | 4  | 26 | 13 | +13  |
| 2    | Al Nafat Bagdad | 27  | 16 | 7 | 6 | 3  | 23 | 14 | +9   |
| 3    | Al-Karkh SC     | 27  | 16 | 8 | 3 | 5  | 20 | 11 | +9   |
| 4    | Al-KahrabaP     | 26  | 16 | 8 | 2 | 6  | 35 | 17 | +18  |
| 5    | Diyala FC       | 25  | 16 | 6 | 7 | 3  | 18 | 16 | +2   |
| 6    | Samarra FC      | 23  | 16 | 6 | 5 | 5  | 9  | 13 | -4   |
| 7    | Balad FCP       | 21  | 16 | 6 | 3 | 7  | 15 | 19 | -4   |
| 8    | Ramadi FCP      | 16  | 16 | 4 | 4 | 8  | 15 | 23 | -8   |
| 9    | Salahaddin FC   | 4   | 16 | 0 | 4 | 12 | 6  | 41 | -35  |

| Rang | Équipe             | Pts | J  | G  | N | P  | Bp | Bc | Diff |
| ---- | ------------------ | --- | -- | -- | - | -- | -- | -- | ---- |
| 1    | Al-Zawra'a SC      | 40  | 16 | 12 | 4 | 0  | 46 | 9  | +37  |
| 2    | Najaf FC           | 37  | 16 | 11 | 4 | 1  | 33 | 7  | +26  |
| 3    | Al Karbala         | 28  | 16 | 8  | 4 | 4  | 24 | 19 | +5   |
| 4    | Al Sina'a Bagdad   | 24  | 16 | 7  | 3 | 6  | 23 | 19 | +4   |
| 5    | Al Jaish Bagdad    | 18  | 16 | 5  | 3 | 8  | 20 | 24 | -4   |
| 6    | Al KadmiyahP       | 16  | 16 | 3  | 7 | 6  | 15 | 24 | -9   |
| 7    | Al Estiqlal Bagdad | 16  | 16 | 4  | 4 | 8  | 13 | 25 | -12  |
| 8    | Al Shula BagdadP   | 10  | 16 | 3  | 1 | 12 | 14 | 37 | -23  |
| 9    | Babel FCP          | 10  | 16 | 2  | 4 | 10 | 13 | 37 | -24  |

| Rang | Équipe            | Pts | J  | G | N | P | Bp | Bc | Diff |
| ---- | ----------------- | --- | -- | - | - | - | -- | -- | ---- |
| 1    | Al Mina'a Bassora | 29  | 14 | 9 | 2 | 3 | 22 | 5  | +17  |
| 2    | Koot FCP          | 26  | 14 | 8 | 2 | 4 | 18 | 17 | +1   |
| 3    | Al Shorta Bagdad  | 24  | 14 | 7 | 3 | 4 | 25 | 11 | +14  |
| 4    | Samawa FC         | 21  | 14 | 6 | 3 | 5 | 19 | 12 | +7   |
| 5    | Maysan FCP        | 20  | 14 | 4 | 8 | 2 | 14 | 12 | +2   |
| 6    | Naft Al-JanoobP   | 16  | 14 | 4 | 4 | 6 | 14 | 24 | -10  |
| 7    | Nassriya FC       | 9   | 14 | 2 | 3 | 9 | 15 | 27 | -12  |
| 8    | Bassora FC        | 8   | 14 | 1 | 5 | 8 | 11 | 30 | -19  |
|      | Diwaniya FC exclu | 2   | 11 | 0 | 2 | 9 | 6  | 24 | -18  |

- Diwaniya FC est exclu de la compétition et relégué en deuxième division à la suite de trois forfaits consécutifs. Tous ses résultats antérieurs sont annulés.

### Tour Élite
| Rang | Équipe            | Pts | J | G | N | P | Bp | Bc | Diff |  | Résultats (▼ dom., ► ext.) | Min | Kar | Duh |
| ---- | ----------------- | --- | - | - | - | - | -- | -- | ---- |  | -------------------------- | --- | --- | --- |
| 1    | Al Mina'a Bassora | 9   | 4 | 3 | 0 | 1 | 8  | 4  | +4   |  | Al Mina'a Bassora          |     | 4-1 | 1-0 |
| 2    | Al Karbala        | 4   | 4 | 1 | 1 | 2 | 6  | 8  | -2   |  | Al Karbala                 | 0-2 |     | 1-1 |
| 3    | Dohuk SC          | 4   | 4 | 1 | 1 | 2 | 5  | 7  | -2   |  | Dohuk SC                   | 3-1 | 1-4 |     |

| Rang | Équipe          | Pts | J | G | N | P | Bp | Bc | Diff |  | Résultats (▼ dom., ► ext.) | Tal | Naf | Kar |
| ---- | --------------- | --- | - | - | - | - | -- | -- | ---- |  | -------------------------- | --- | --- | --- |
| 1    | Talaba SC       | 8   | 4 | 2 | 2 | 0 | 3  | 0  | +3   |  | Talaba SC                  |     | 0-0 | 2-0 |
| 2    | Al Nafat Bagdad | 7   | 4 | 2 | 1 | 1 | 4  | 3  | +1   |  | Al Nafat Bagdad            | 0-1 |     | 3-2 |
| 3    | Al-Karkh SC     | 1   | 4 | 0 | 1 | 3 | 2  | 6  | -4   |  | Al-Karkh SC                | 0-1 | 0-0 |     |

| Rang | Équipe           | Pts | J | G | N | P | Bp | Bc | Diff |  | Résultats (▼ dom., ► ext.) | Zaw | Naj | Sho |
| ---- | ---------------- | --- | - | - | - | - | -- | -- | ---- |  | -------------------------- | --- | --- | --- |
| 1    | Al-Zawra'a SC    | 8   | 4 | 2 | 2 | 0 | 6  | 2  | +4   |  | Al-Zawra'a SC              |     | 1-1 | 2-0 |
| 2    | Najaf FC         | 8   | 4 | 2 | 2 | 0 | 4  | 1  | +3   |  | Najaf FC                   | 0-0 |     | 2-0 |
| 3    | Al Shorta Bagdad | 0   | 4 | 0 | 0 | 4 | 1  | 8  | -7   |  | Al Shorta Bagdad           | 1-3 | 0-1 |     |

| Rang | Équipe                  | Pts | J | G | N | P | Bp | Bc | Diff |  | Résultats (▼ dom., ► ext.) | Qow | Arb | Koo |
| ---- | ----------------------- | --- | - | - | - | - | -- | -- | ---- |  | -------------------------- | --- | --- | --- |
| 1    | Al Qowa Al Jawia Bagdad | 9   | 4 | 3 | 0 | 1 | 8  | 2  | +6   |  | Al Qowa Al Jawia Bagdad    |     | 4-0 | 3-1 |
| 2    | Arbil SC                | 9   | 4 | 3 | 0 | 1 | 8  | 5  | +3   |  | Arbil SC                   | 1-0 |     | 4-0 |
| 3    | Koot FC                 | 0   | 4 | 0 | 0 | 4 | 2  | 11 | -9   |  | Koot FC                    | 0-1 | 1-3 |     |

### Phase finale

#### Demi-finales
| Équipe 1                | Résultat | Équipe 2          | Aller | Retour |
| ----------------------- | -------- | ----------------- | ----- | ------ |
| Al-Zawra'a SC           | 0 - 1    | Al Mina'a Bassora | 0 - 1 | 0 - 0  |
| Al Qowa Al Jawia Bagdad | 3 - 2    | Talaba SC         | 1 - 0 | 2 - 2  |

#### Match pour la3eplace
| 14 juillet 2005 | Al-Zawra'a SC   | 1 - 1 | Talaba SC | Al Sha'ab Stadium       |
|                 |                 |       |           | Arbitrage : Sabah Qasim |
|                 | Tirs au but 2-4 |       |           |                         |

#### Finale
| 15 juillet 2005 | Al Qowa Al Jawia Bagdad | 2 - 0 | Al Mina'a Bassora | Al Sha'ab Stadium                                 |
|                 |                         |       |                   | Spectateurs : 15 000 Arbitrage : Alaa Abdul-Qadir |

## Bilan de la saison
| Championnat d'Irak de football 2004-2005 |                                               |
| Champion                                 | Al Qowa Al Jawia Bagdad (5e titre)            |
| Coupes et trophées                       |                                               |
| Vainqueur de la Coupe d'Irak 2004-2005   | Non disputée                                  |
| Qualifications continentales             |                                               |
| Ligue des champions de l'AFC 2006        | Al Qowa Al Jawia Bagdad                       |
| Ligue des champions de l'AFC 2006        | Al Mina'a Bassora                             |
| Ligue des champions arabes 2005-2006     | Talaba SC                                     |
| Ligue des champions arabes 2005-2006     | Al-Zawra'a SC                                 |
| Promotions et relégations                |                                               |
| Promus en Division 1 League              | Ararat FC Al Salikh Al-Amana Bagdad Shatra FC |
| Relégués en Division 2 League            | 11 clubs                                      |